# Romanian Open 2013
Il Romanian Open 2013, conosciuto anche con il nome di BRD Năstase Țiriac Trophy 2013 per ragioni di sponsorizzazione, è stato un torneo di tennis giocato sulla terra rossa. È stata la 21ª edizione del torneo, facente parte della categoria ATP World Tour 250 series nell'ambito dell'ATP World Tour 2013. Si è giocato all'Arenele BNR di Bucarest in Romania, dal 22 al 28 aprile 2013.

## Partecipanti

### Teste di serie
| Nazionalità | Giocatore        | Ranking* | Testa di serie |
| ----------- | ---------------- | -------- | -------------- |
| Serbia      | Janko Tipsarević | 10       | 1              |
| Francia     | Gilles Simon     | 13       | 2              |
| Italia      | Andreas Seppi    | 18       | 3              |
| Russia      | Michail Južnyj   | 27       | 4              |
| Germania    | Florian Mayer    | 30       | 5              |
| Italia      | Fabio Fognini    | 32       | 6              |
| Argentina   | Horacio Zeballos | 40       | 7              |
| Serbia      | Viktor Troicki   | 45       | 8              |

* Ranking al 15 aprile 2013.

### Altri partecipanti
I seguenti giocatori hanno ricevuto una wildcard per il tabellone principale:
- Gaël Monfils
- Janko Tipsarević
- Adrian Ungur

I seguenti giocatori sono passati dalle qualificazioni:

- Serhij Stachovs'kyj
- Matthias Bachinger
- Flavio Cipolla
- Jaroslav Pospíšil

Il seguente giocatore entra in tabellone come Lucky Loser:
- Filippo Volandri

## Punti e montepremi
Il montepremi complessivo è di 467.800€.
| Torneo    | Torneo              | V      | F      | SF     | QF     | 2T    | 1T    | Q  | Q2  | Q1  |
| Singolare | Punti               | 250    | 150    | 90     | 45     | 20    | 0     | 12 | 6   | 0   |
| Singolare | Premi in denaro (€) | 71.900 | 37.860 | 20.510 | 11.685 | 6.885 | 4.080 | –  | 675 | 325 |
| Doppio    | Punti               | 250    | 150    | 90     | 45     | 0     | –     | –  | –   | –   |
| Doppio    | Premi in denaro (€) | 21.800 | 11.480 | 6.220  | 3.560  | 2.090 | –     | –  | –   | –   |

## Campioni

### Singolare
- Lukáš Rosol ha sconfitto in finale  Guillermo García López per 6–3, 6–2.

### Doppio
- Maks Mirny /  Horia Tecău hanno sconfitto in finale  Lukáš Dlouhý /  Oliver Marach con il punteggio di 4–6, 6–4, [10–6]